# Alophoixus ochraceus
El bulbul ocráceo (Alophoixus ochraceus) es una especie de ave paseriforme perteneciente a la familia Pycnonotidae propia del sudeste asiático.

## Distribución y hábitat
Se encuentra en la península malaya, el sur de Indochina y las montañas de Sumatra. Su hábitat natural son los bosques húmedos tropicales de montaña.